# V359 Возничего
V359 Возничего (лат. V359 Aurigae) — одиночная переменная звезда в созвездии Возничего на расстоянии (вычисленном из значения параллакса) приблизительно 8948 световых лет (около 2743 парсеков) от Солнца. Видимая звёздная величина звезды — от +14,4m до +13,3m.

## Характеристики
V359 Возничего — красная пульсирующая медленная неправильная переменная звезда (LB) спектрального класса M. Эффективная температура — около 3286 K.